# نویسه کنترلی
یک کاراکتر کنترلی یک نقطه کدی است که به وسیله علائم نوشتاری قابل نمایش نباشد. مانند backspace
کاراکترهای کنترلی کاراکترهایی هستند که با وجود این که در متن وجود دارند و ممکن است برظاهر متن تأثیر بگذارند، شما آن‌ها را نمی‌بینید. برای مثال، هر وقت شما کلید Enter را فشار می‌دهید، یک مجموعه کاراکتر کنترلی به نام CrLf وارد می‌کنید، که البته شکل خاصی ندارد، ولی باعث می‌شود ادامهٔ متن از خط بعد چیده شود. یا به عنوان مثال دیگر SPACEBAR را در نظر بگیرید که با فشردن آن در یک ویرایشگر متنی یک کارکتر فضای خالی را ایجاد می‌کنید، این در حالیست که این فضای خالی یک کد اسکی دارد ولی چیزی تایپ نمی‌شود.